# Anita Brägger
Anita Brägger (ur. 6 października 1972 w Altdorf) – szwajcarska lekkoatletka.

## Kariera
W 2004 wystartowała na igrzyskach olimpijskich w biegu na 800 m. Odpadła w pierwszej rundzie, zajmując 4. miejsce w swoim biegu eliminacyjnym z czasem 2:04,00 s.
Mistrzyni Szwajcarii w biegu na 800 m z lat 1993-1995, 1997-1999 i 2003, wicemistrzyni w biegu na 400 m z 2004 i 2005 i brązowa medalistka mistrzostw kraju w biegu na 400 m z 1996 roku oraz halowa mistrzyni Szwajcarii na 800 m z lat 1999-2001 i 2003, wicemistrzyni na 800 m z 1998 i 400 m z 2001 i brązowa medalistka mistrzostw kraju na 800 m z 1996 roku. Reprezentantka klubu STB Bern.
W październiku 2005 zakończyła karierę.

## Rekordy życiowe
Na podstawie:
- 400 m – 53,26 s (Genewa, 1 lipca 2001)
- 800 m – 1:59,66 s (Lozanna, 4 lipca 2001)
- 800 m (hala) – 2:04,15 s (Karlsruhe, 29 stycznia 2000)

## Życie osobiste
Jest żoną Christiana Belza, z którym ma córki Ilarię i Giulię.